# Medición del arco de meridiano de Delambre y Méchain
La medición del arco de meridiano de Delambre y Méchain fue un levantamiento geodésico realizado por los científicos franceses Jean-Baptiste Joseph Delambre y Pierre Méchain entre 1792 y 1798 por encargo de la Academia de Ciencias de Francia, con el fin de medir una sección entre Dunkerque y Barcelona para determinar la longitud del meridiano de París. El trabajo sirvió como base para la definición original del metro como unidad de longitud.
Este trabajo es un hito clave en la historia del metro y del sistema métrico decimal, así como en la historia de la determinación de la masa de la Tierra. De igual manera, ocupa un lugar destacado en la historia de la geodesia y especialmente en la determinación de la forma de la Tierra. La introducción del metro y del sistema métrico fue ciertamente consecuencia de las dificultades experimentadas por los geodestas del siglo XVIII para tener en cada lugar una unidad de longitud suficientemente precisa y fiable, y en principio fácilmente reproducible. El metro y el sistema métrico decimal son sin duda, con la Declaración de los Derechos del Hombre, uno de los legados más importantes de la revolución francesa.

## Contexto histórico

### El metro y el sistema métrico decimal como hijos de la Revolución Francesa
Es sabido que las leyes de la Naturaleza no dependen de la elección de unidades de medida. Por ejemplo, la atracción gravitatoria siempre disminuirá como el inverso del cuadrado de la distancia, independientemente de si la distancia se expresa en toesas o en metros. Siempre será proporcional al producto de las masas de los dos cuerpos que se atraen, ya sea que estas masas se expresen en onzas o en kilogramos. Estrictamente hablando, se podría incluso expresar una de las masas en onzas y la otra en gramos, por ejemplo. Lo que cambiará con las unidades elegidas, por lo tanto, no son las relaciones entre cantidades físicas, sino solo los valores numéricos de las constantes involucradas en estas relaciones. En el ejemplo considerado, es el valor numérico de la constante gravitatoria el que variará según el sistema de unidades adoptado. Por lo tanto, a primera vista no se puede decir que un sistema de unidades sea mejor que otro. Es el hecho de que ha demostrado ser práctico en su uso y especialmente el hecho de que ha llegado a ser aceptado por la mayoría de las naciones civilizadas lo que le da al sistema métrico su superioridad. Algunos Estados se han mostrado reacios durante mucho tiempo a aceptar este sistema de medidas, por razones de prestigio nacional o simplemente por razones de hostilidad hacia Francia. Sin embargo, desde un principio había sido concebido con la idea de ser un sistema supranacional, que no pertenecía a ninguna nación en particular sino a toda la humanidad, de acuerdo con las ideas generosas que prevalecían bajo la Francia revolucionaria. Esta es la razón por la cual el metro se definió inicialmente no como cualquier longitud materializada en un lugar determinado de un país en particular, sino como la “diez millonésima parte de un cuarto de meridiano terrestre”. En principio, todo el mundo tenía acceso a él, pero la unidad de medida no pertenecía a nadie en particular.
Alrededor de 1770 se terminó el trabajo de triangulación necesario para realizar la medición de un meridiano en Francia, si se exceptúa la labor de algunos operadores de Cassini que continuaron materializando la red geodésica del mapa de Francia, cuya malla de primer orden se publicó en su totalidad en 1783. La comparación de las toesas utilizadas en distintas misiones geodésicas (en Laponia, en el Perú, en El Cabo y en Francia) había demostrado que todas estas medidas eran prácticamente iguales, con márgenes de error de unas pocas centésimas de línea. La toesa de Perú fue adoptada como estándar y se convirtió en la toesa de la Academia. Es a esta toesa a la que las mediciones subsiguientes debían estar relacionadas. Desafortunadamente, esto no resolvió la cuestión de la unificación de las medidas, que en todo el Reino de Francia (sin mencionar otras naciones) mantuvieron ferozmente su independencia anárquica, a pesar de varios intentos de unificación. Esta situación, que resultó ser grave en sus consecuencias en varias ocasiones, ya no podía durar eternamente, pero las cosas no cambiaron hasta que la Asamblea Constituyente nombró en 1790 (un año después del inicio de la revolución francesa), a propuesta de Charles Maurice de Talleyrand (1754-1838), una comisión compuesta por los reputados científicos Jean-Charles de Borda (1733-1799), Joseph-Louis Lagrange (1736-1813), Pierre-Simon Laplace (1749-1827), Gaspard Monge (1746-1818) y Nicolas de Condorcet (1743-1794). Este último presentó un informe el 19 de marzo de 1791 en el que proponía una doble opción para unificar las medidas de longitud: la unidad sería la longitud de un péndulo con un semiperíodo de un segundo en la latitud 45° al nivel del mar, o bien la diez millonésima parte de la longitud de un cuarto de un meridiano terrestre. El  26 de marzo de 1791, la Asamblea Constituyente adoptó este informe y el Rey Luis XVI de Francia, todavía en representación del poder ejecutivo en este momento, encargó a la Academia el nombramiento de comisionados para su ejecución. El astrónomo Cassini IV, el matemático Legendre y el astrónomo Méchain fueron los encargados de medir el meridiano. Los dos primeros pronto se retiraron y fueron reemplazados por el joven astrónomo Jean-Baptiste Joseph Delambre.

### Trabajo teórico preliminar: trigonometría esferoidal
Antes de describir brevemente este nuevo meridiano de París, también llamado “Meridiano de Delambre y Méchain”, conviene recordar que durante los veinte o treinta años anteriores a la revolución francesa, la geodesia había puesto a prueba la sagacidad de destacados científicos, como Euler, Monge o Laplace en relación con una serie de temas de estudio: la fuerza de atracción gravitatoria en un elipsoide, la teoría del equilibrio de cuerpos en rotación, y la teoría general de superficies. Las soluciones a estos problemas teóricos demostraron ser de gran interés para tratar aplicaciones geodésicas de carácter práctico. Así, Euler en 1760 y luego Monge en 1771 definieron los elementos fundamentales de la geometría de las superficies, rama que se convertiría en la geometría diferencial, que incluyó la definición de elementos como la curvatura, las líneas dibujadas sobre superficies, las líneas geodésicas y las líneas de curvatura. Meusnier formuló en 1776 un teorema que jugaría un papel importante en la geometría diferencial. En 1773, Laplace, entonces de 24 años, alumno y protegido de D'Alembert, publicó sus primeras memorias de mecánica celeste, en las que se ocupó de la estabilidad de los ejes principales de las órbitas planetarias.
En 1785, se presentó una memoria a la Academia en la que Legendre introdujo la noción de potencial, idea que asignaba expresamente a Laplace, fundando la teoría de funciones esféricas, una herramienta matemática esencial en la geodesia teórica. En este mismo año de 1785 también se publicó una memoria de Laplace titulada Teoría de las atracciones de los esferoides y la forma de los planetas a la que siguió en 1786 una Memoria sobre la forma de la Tierra. Laplace combinó en esta obra varias mediciones de arcos de meridiano para obtener un achatamiento de la Tierra de 1/250, mientras que por el método gravimétrico, de acuerdo con el teorema de Clairaut, se obtenía un resultado de tan solo 1/321. Todavía en 1785, el astrónomo Lalande (1732-1807) había obtenido por la misma teoría de Clairaut un aplanamiento de 1/302. Dos años más tarde, en 1787, Legendre publicó su Memoria sobre operaciones trigonométricas, cuyos resultados dependen de la forma de la Tierra, donde enuncia en particular, sin demostrarlo, un teorema que se ha hecho famoso y que lleva su nombre. En este documento se estudiaban las fórmulas necesarias para la reducción y el cálculo de los triángulos en la superficie de un esferoide, situando sobre bases sólidas la trigonometría esferoidal. Esta última constituye una generalización de la trigonometría esférica, una extensión cuya necesidad ya se había sentido con el trabajo del meridiano de Jean Dominique y de Jacques Cassini, pero que no había sido tratada de manera del todo satisfactoria en los trabajos teóricos de Clairaut (que databan de 1733 y 1739), de Euler (que databan de 1744) y de Achille Pierre Dionis du Séjour (que databan de 1778). Las fórmulas de Legendre se aplicaron a los triángulos formados entre Dunkerque y Greenwich al extender el meridiano de Delambre y Méchain hacia Inglaterra.
Hay una demostración del "teorema de Legendre" y las fórmulas para resolver uno de los problemas inversos, en el caso particular en que uno de los lados del triángulo esferoidal es muy pequeño en comparación con los demás, en un trabajo de Delambre publicado en 1799 y titulado Métodos analíticos para la determinación de un arco del Meridiano en París. Este libro contiene al principio (páginas 1-16) un breve artículo de Legendre en el que explica el "Método para determinar la longitud exacta del cuarto de meridiano". Sin embargo, Legendre aún no demuestra el teorema que lleva su nombre, sino que deja esta tarea (para el caso particular citado) a Delambre. De hecho, es en la obra en cuestión donde figura el primer texto que aporta la teoría completa de la trigonometría esferoidal aplicada al cálculo de la línea meridiana y la excentricidad del elipsoide terrestre.
La obra de Delambre, cuyo objetivo esencial es resumir el aparato matemático utilizado entre 1793 y 1799 para los cálculos del nuevo metro, da explícitamente, al hacerla operativa, la teoría del arco independiente del achatamiento terrestre. Es un primer gran resultado que la nueva trigonometría esferoidal ofrece a la geodesia, y que tendrá su importancia en los posteriores trabajos geodésicos para fundamentar el sistema métrico.
Bajo el efecto de las operaciones geodésicas que aumentarían rápidamente no solo en Francia sino también en los países vecinos, especialmente debido a los éxitos militares obtenidos por los ejércitos revolucionarios y luego napoleónicos, la trigonometría esferoidal se convirtió en una rama por derecho propio de la geodesia teórica, pasando a ser una teoría matemática autónoma. En primer lugar, es en 1806 cuando Legendre prueba por primera vez su teorema con toda generalidad, e insiste en la independencia de su resultado con respecto al achatamiento del esferoide considerado, de la latitud del vértice del triángulo estudiado y de las direcciones azimutales de los lados. La obra en la que Legendre resolvió así el problema fundamental de la trigonometría esferoidal lleva por título "Análisis de triángulos trazados sobre la superficie de un esferoide". Luego, el mismo año 1806 apareció en Italia un trabajo titulado Elementi di trigonometria sferoidica en el que Barnabá Oriani (1752-1832), ya conocido por sus hermosos trabajos geodésicos, completa un poco la teoría de Legendre. Oriani determina las tres ecuaciones fundamentales de la trigonometría esferoidal, desarrollándolas en serie y truncándolas a un orden arbitrario de aproximación, y resuelve el problema inverso de encontrar la latitud de un punto en un esferoide a partir de la latitud y del acimut de otro punto en la línea geodésica, suponiendo que se conoce la distancia entre los dos puntos. De hecho, este trabajo de Oriani presenta la solución completa de los doce problemas más importantes de la trigonometría esferoidal. Esta teoría aún conoció un poco más adelante algunos desarrollos de orden práctico bajo el impulso de Louis Puissant (1769-1843), pero en lo esencial se puede considerar que constituía una disciplina ya madura a partir de 1806.

### Progreso científico en geodesia
Mientras que se realizaban numerosos avances en la geodesia teórica, la geodesia observacional no estaba ociosa. En primer lugar, deben recordarse los experimentos en 1775 de Nevil Maskelyne en el monte Schiehallion (en Escocia) para determinar la masa de la Tierra. Por otro lado, aunque no se trata de una observación geodésica en sentido estricto sino de un gran descubrimiento astronómico, cabe mencionar la observación, el  13 de marzo de 1781, del nuevo planeta Urano, realizada por William Herschel usando un telescopio de su propia fabricación, que en ese momento podría decirse que era el mejor del mundo. Herschel no fue inicialmente un astrónomo, sino un músico enamorado de la óptica y la cultura científica. Al igual que su compatriota, el gran músico Haendel, nació en Hannover y había emigrado a Inglaterra siguiendo al rey Jorge III del Reino Unido. Es el autor de otros descubrimientos astronómicos importantes, en particular de los sistemas de estrellas dobles observados en 1782, y del movimiento de sistema solar hacia un ápex ubicado en la constelación de Hércules. Posteriormente, en 1802, Herschel advirtió que el espectro de la luz solar se extendía hacia frecuencias más bajas que las de la luz roja, descubriendo así la radiación infrarroja.
En 1783, Jean-François Pilâtre de Rozier realizó un primer ascenso en un globo aerostático. En 1787, Jean-Charles de Borda describió las mejoras que convenía aportar a los instrumentos de geodesia y este mismo año se empezó a trabajar con el nuevo círculo repetidor de Borda en las prolongaciones del meridiano de Francia. Primero, según una propuesta anterior de Cassini de Thury, se llevaron a cabo operaciones de enlace entre el Observatorio de París y el Real Observatorio de Greenwich en los suburbios de Londres. El enlace fue realizado conjuntamente por el general británico William Roy (1726-1790) por Inglaterra, y por Cassini de Thury, Méchain y Legendre por Francia. El meridiano de La Caille, prolongado hasta Calais, el cabo Blanc-Nez y el monte Lambert cerca de Boulogne-sur-Mer permitió la conexión con la costa inglesa en Dover y Fairlight Down. Una cadena geodésica formada por una veintena de triángulos unía estos vértices con Greenwich del lado inglés.

## La medición del meridiano
En 1791, la Academia de Ciencias de Francia decidió definir el metro como una diezmillonésima parte de la distancia desde el ecuador hasta el polo norte o sur. Esta nueva definición reemplazó a una propuesta de definición anterior basada en el período de un péndulo, porque la ligera variación de la fuerza de gravedad de la Tierra sobre su superficie afecta al período del péndulo. Para establecer una base universalmente aceptada para la definición del metro, se necesitaban realizar mediciones más precisas de un meridiano. La Academia de Ciencias de Francia encargó la realización de una expedición dirigida por Jean-Baptiste Joseph Delambre y Pierre Méchain, que duró desde 1792 hasta 1799, con el propósito de medir con la mayor precisión posible la distancia entre un campanario en Dunkerque y el castillo de Montjuic en Barcelona. Esta sección del meridiano, que se supone que tenía la misma longitud que el meridiano de París, serviría como base para determinar la longitud del arco de meridiano que conecta el Polo Norte con el Ecuador. 
A finales de junio 1792, Delambre y Méchain junto con sus operarios iniciaron la ejecución de los trabajos de medición del meridiano que les había encomendado un decreto de 1791 para determinar exactamente la longitud Q de un cuarto de meridiano, con el objetivo de fijar el valor del metro por la relación:
- 1 metro = 10–7 Q

Una vez iniciados los trabajos, Delambre tuvo muchos roces con la Guardia Nacional local entre 1792 y 1793, y apenas pudo trabajar de manera efectiva. Méchain, mientras tanto, se había ido a España, y disfrutando de condiciones climáticas y de una visibilidad excepcionales, había tomado medidas en nueve estaciones en dos meses y había comenzado las observaciones astronómicas necesarias en Montjuic, en las cercanías de Barcelona. También pensó en unir las islas Baleares a la cadena de triangulación del continente. Pero fue víctima de un grave accidente que lo inmovilizó durante casi un año. Además, la guerra franco-española declarada el 7 de marzo de 1793 supuso la paralización de los trabajos, por lo que aprovechó esta detención para recalcular la latitud de la ciudad catalana. Desafortunadamente para él, su segunda medición no coincidió con la primera, y posteriormente nunca podría realizar los trabajos necesarios para comprobar esta medición, por lo que regresaría a Francia en un estado de estrés que se convirtió en depresión.
Delambre escribió en una nota que había elegido una de las dos versiones de los datos de Méchain, pero que no lo haría saber al público, puesto que consideró que la gente no necesitaba conocer estos detalles.
Una vez en Francia, Méchain pudo participar en los trabajos finales del tramo de meridiano entre Dunkerque y Perpiñán, siendo designado para el cargo de director del Observatorio de París que posteriormente quedaría bajo la responsabilidad del Bureau des Longitudes. Pero el proyecto de prolongar el meridiano de Francia a Baleares seguía en la agenda, y Méchain lo retomó en 1803. Desafortunadamente, no pudo completarlo, porque murió repentinamente de fiebre amarilla en Castellón de la Plana el 20 de septiembre de 1804. La finalización del levantamiento geodésico se encomendó, a propuesta de Laplace, a Jean Baptiste Biot (1776-1862) y a François Arago (1786-1853). El trabajo comenzó nuevamente en 1807 y se terminó en 1808.

### Resultado de la medición
El problema con el enfoque dado a la medición del meridiano es que la forma exacta de la Tierra no es una forma matemática simple, como una esfera o un esferoide, una condición necesaria para poder definir con el nivel de precisión requerido un estándar de longitud. La forma irregular y particular de la Tierra suavizada al nivel del mar está representada por un modelo matemático llamado geoide, que literalmente significa "en forma de Tierra". A pesar de estos problemas, en 1793 Francia adoptó esta definición del metro como su unidad oficial de longitud, basándose en los resultados provisionales de esta expedición. Sin embargo, posteriormente se determinó que la primera barra del metro prototipo era corta en aproximadamente 200 micrómetros en parte debido a un error de cálculo del achatamiento de la Tierra, lo que hacía que el prototipo fuera un 0,02% más corto que la definición original propuesta del metro. Independientemente, esta longitud se convirtió en el estándar francés y fue adoptada progresivamente por otros países de Europa. Es por ello que la circunferencia polar de la Tierra es de 40.008 km, en lugar de 40.000 km.

## Desarrollos posteriores
Lagrange había publicado en 1788 la primera edición de su Mecánica analítica, una obra totalmente innovadora que iba a ejercer una profunda influencia en la evolución de la física teórica y, por supuesto, de la mecánica y de las disciplinas relacionadas con ella. También en 1788, Coulomb (1736-1806) estableció su ley de atracción electrostática empleando la balanza de torsión que había inventado en 1784. La invención del batería eléctrica por Alessandro Volta data de 1800.
De 1801 a 1803, Jöns Svanberg (1771-1851) repitió las mediciones de Maupertuis y Clairaut en Laponia, y obtuvo como resultado 57196 toesas para el grado de Laponia, contra las 57436 toesas encontradas por Maupertuis. Por otro lado, Legendre publicó en 1805 su Nuevo método para la determinación de las órbitas de los cometas y en un anexo describía su nuevo método de los mínimos cuadrados, que jugó un papel fundamental en el ajuste de los datos geodésicos. Existe una disputa sobre la prioridad de invención de este método. De hecho, Carl Friedrich Gauss (1777-1855) afirmó por su parte el haber inventado y utilizado el método de los mínimos cuadrados alrededor de 1795; habiendo publicado los principios de este método en su obra Theoria motus corporum celestium in sectionibus conicis solem ambientium, publicada en 1809.

### Establecimiento de la Oficina Internacional de Pesas y Medidas
Como precursor en Europa, España adoptó el metro como estándar geodésico. En 1866, España se unió a la asociación geodésica y estuvo representada por Carlos Ibáñez e Ibáñez de Ibero. Había ideado un patrón geodésico calibrado contra el metro que había sido comparado con la Toesa de Borda (una copia de la Toesa de Perú construida para la medición del arco meridiano de París por Delambre y Mechain), que servía como módulo de comparación para la medición de todas las bases geodésicas en Francia. Por otro lado, en 1832, Carl Friedrich Gauss estudió el campo magnético terrestre, y propuso agregar el segundo a las unidades básicas del metro y el kilogramo en forma del sistema CGS (centímetro, gramo, segundo). En 1836, fundó el Magnetischer Verein, la primera asociación científica internacional, en colaboración con Alexander von Humboldt y Wilhelm Eduard Weber. La geofísica o el estudio de la Tierra por medio de la física precedió a la física moderna y contribuyó al desarrollo de sus métodos. Se trataba principalmente de una rama científica de la filosofía natural, cuyo objeto era el estudio de fenómenos naturales como el campo magnético terrestre, los rayos y la gravedad. La coordinación de la observación de fenómenos geofísicos en diferentes puntos del globo fue de suma importancia y estuvo en el origen de la creación de las primeras asociaciones científicas internacionales. A la fundación de la Magnetischer Verein le seguirá la de la Asociación Geodésica Internacional en Europa Central por iniciativa de Johann Jacob Baeyer en 1863, y la de la Organización Meteorológica Mundial en 1879.

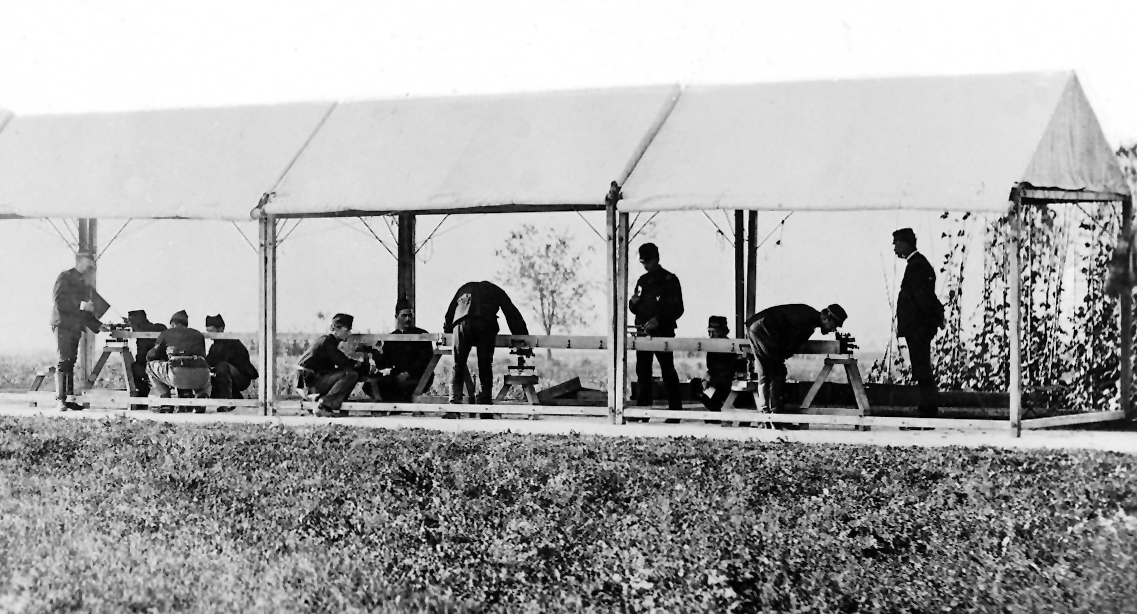
Medición de línea base de Suiza con el aparato de Ibáñez en 1880

En 1834 en Fire Island, Ferdinand Rudolph Hassler, el primer Superintendente del Coast Survey midió la primera base del nivel de la costa de Estados Unidos en metros. El principio de reemplazar la yuxtaposición de reglas geodésicas por un proceso óptico fue introducido por Ferdinand Rudolph Hassler y Johann Georg Tralles, siendo utilizado en Suiza en 1797. En una segunda etapa, se introdujeron los microscopios con las reglas a tope calibradas en el sistema métrico, desarrolladas por el geodesta de origen suizo para el levantamiento topográfico de las costas de Estados Unidos, antes de ser utilizadas en España y Suiza.
La publicación en 1838 de Friedrich Wilhelm Bessel Gradmessung in Ostpreussen marcó una nueva era en la ciencia de la geodesia. Aquí se encontró el método de mínimos cuadrados aplicado al cálculo de una red de triángulos y la reducción de las observaciones en general. La forma sistemática en que se tomaron todas las observaciones con el fin de obtener resultados finales de extrema precisión fue admirable. Para su estudio, Bessel usó una copia de la Toesa del Perú construida en 1823 por Fortin en París. Bessel también fue el primer científico que se dio cuenta del efecto que más tarde se llamó ecuación personal, de que varias personas que observan simultáneamente determinan valores ligeramente diferentes, especialmente registrando el tiempo de transición de las estrellas. Además, Bessel propuso su elipsoide de referencia y un achatamiento de la Tierra mucho más cercano a la realidad que el que se había utilizado para calcular la longitud del metro a partir de la medida del meridiano de Delambre y Méchain. De hecho, Bessel emprendió un nuevo cálculo de las dimensiones del esferoide terrestre, en el que partió de diez arcos medidos con suficiente precisión. Al utilizar un ajuste por mínimos cuadrados, el cálculo condujo a un resultado que durante mucho tiempo se consideró el más probable que podría basarse en los instrumentos existentes en aquella época, incluso muchos años después de su publicación en 1841.
Se proyectaron y se llevaron a cabo en parte ya en la primera mitad del siglo XIX muchas mediciones de grados de longitud a lo largo de los paralelos centrales en Europa; estas, sin embargo, sólo cobraron importancia después de la introducción del telégrafo eléctrico, a través del cual los cálculos de longitudes astronómicas obtuvieron un grado de precisión mucho mayor. El momento más importante fue la medida cerca del paralelo de 52° de latitud, que se extendía desde Valentia, en Irlanda, hasta Orsk en las montañas de los Urales meridionales, en los 69 grados de longitud. Friedrich Georg Wilhelm von Struve, quien debe ser considerado el padre de las mediciones de los grados de latitud ruso-escandinavos, fue el autor de esa investigación. Habiendo hecho los acuerdos necesarios con los gobiernos en 1857, los transfirió a su hijo Otto, quien, en 1860, obtuvo la cooperación de Inglaterra.
En 1860, el gobierno ruso, a instancias de Otto Wilhelm von Struve, invitó a los gobiernos de Bélgica, Francia, Prusia e Inglaterra a conectar sus triangulaciones para medir la longitud de un arco de paralelo en la latitud 52° para comprobar la precisión de la figura y dimensiones de la Tierra, derivadas de las medidas del arco de meridiano. Para combinar las medidas fue necesario comparar los estándares geodésicos de longitud utilizados en los diferentes países. El Gobierno Británico invitó a los de Francia, Bélgica, Prusia, Rusia, India, Australia, Austria, España, Estados Unidos y Cabo de Buena Esperanza a enviar sus estándares a la oficina del Ordnance Survey en Southampton. Cabe destacar que los estándares geodésicos de Francia, España y Estados Unidos se basaron en el sistema métrico, mientras que los de Prusia, Bélgica y Rusia se calibraron contra la toesa, siendo el patrón físico más antiguo el de la Toesa de Perú, que había sido construida en 1735 como patrón de referencia para la misión geodésica francoespañola, realizada en el actual Ecuador desde 1735 hasta 1744.
En 1861, Johann Jacob Baeyer, discípulo de Friedrich Bessel, propuso la creación de la Asociación para la Medición de Grados en Europa Central (Mitteleuropaïsche Gradmessung) cuyo objetivo era una nueva determinación de las anomalías en la forma de la Tierra mediante triangulaciones geodésicas precisas, combinadas con mediciones de la gravedad. Se trataba de determinar el geoide utilizando medidas gravimétricas y trabajos topográficos de nivelación, para obtener un conocimiento preciso del esferoide terrestre teniendo en cuenta las variaciones locales de la gravedad y de la altitud. En 1864, cuando Dinamarca, Sajonia-Gotha, los Países Bajos, Rusia (por Polonia), Suiza, Baden, Sajonia, Italia, Austria, Suecia, Noruega, Baviera, Mecklenburgo, Hanover y Bélgica decidieron participar, se adoptó la toesa empleada por Bessel como patrón geodésico internacional.

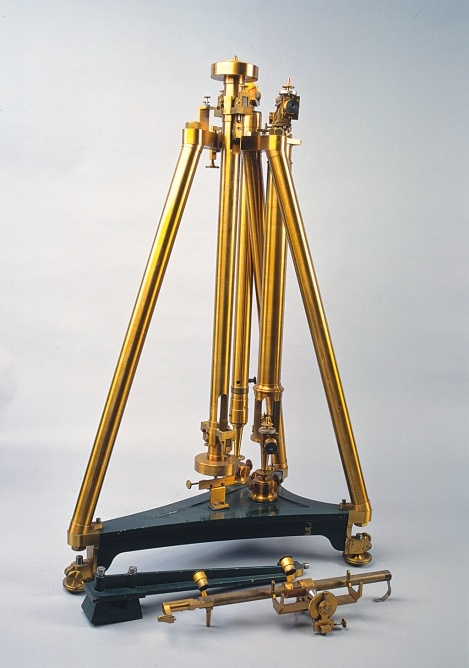
Péndulo reversible de Repsold-Bessel, utilizado para medir la intensidad del campo gravitatorio

Entretanto Friedrich Bessel fue el responsable de las investigaciones del siglo XIX sobre la forma de la Tierra mediante la determinación de la gravedad mediante el péndulo y el uso del teorema de Clairaut. Los estudios que realizó entre 1825 y 1828 y su determinación de la longitud del péndulo que batía el segundo en Berlín marcaron siete años más tarde el comienzo de una nueva era en la geodesia. De hecho, el péndulo reversible, tal como lo utilizaron los geodestas a finales del siglo XIX, se debió en gran parte al trabajo de Bessel, porque ni Johann Gottlieb Friedrich von Bohnenberger, su inventor, ni Henry Kater quien lo utilizó en 1818 aportaron las mejoras que resultarían de las preciosas indicaciones de Bessel, y que convirtieron el péndulo reversible en uno de los instrumentos más fiables que pudieron utilizar los científicos del siglo XIX. El péndulo reversible construido por los hermanos Repsold fue utilizado en Suiza en 1865 por Émile Plantamour para la medición de la gravedad en seis estaciones de la red geodésica suiza. Siguiendo el ejemplo de ese país y bajo el patrocinio de la Asociación Geodésica Internacional, Austria, Baviera, Prusia, Rusia y Sajonia realizaron determinaciones de gravedad en sus respectivos territorios.
Como afirmó Carlos Ibáñez e Ibáñez de Ibero, si la metrología de precisión había necesitado de la ayuda de la geodesia, está no podría seguir prosperando sin la ayuda de la metrología. De hecho, expresar todas las medidas de los arcos terrestres en función de una única unidad, y todas las determinaciones de la fuerza de gravedad con el péndulo, no hubiese sido posible si la metrología no hubiera creado una unidad común, adoptada y respetada por todas las naciones civilizadas; eso permitió comparar, con gran precisión, en la misma unidad todas las reglas para medir las bases geodésicas, y todas las varillas de péndulo que tenían. Sólo cuando esa serie de comparaciones metrológicas se terminara con un probable error de una milésima de milímetro, la geodesia podría vincular los trabajos de las diferentes naciones entre sí, y luego proclamar el resultado de la medición del Globo.  Cuando se decidió (en 1872) crear un nuevo metro estándar internacional, se tomó como longitud la del mètre des Archives "en el estado en que se encuentre".
El uso del metro por parte de Ferdinand Rudolph Hassler, que había sido un argumento para la introducción de la Ley Métrica de 1866 que permitía el uso del metro en los Estados Unidos, probablemente también jugó un papel importante en la elección del metro como unidad científica internacional de longitud y en la propuesta, en 1867, de la Medición del Arco Europeo (en alemán: Europäische Gradmessung) de "establecer una oficina internacional europea de pesos y medidas" para ello.

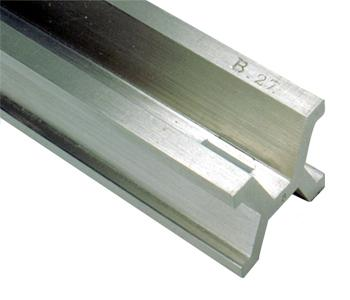
Primer plano de la Barra Nacional Prototipo de Metro N.º 27, realizada en 1889 por la Oficina Internacional de Pesas y Medidas (BIPM) y entregada a los Estados Unidos, que sirvió como estándar para definir todas las unidades de longitud en los Estados Unidos desde 1893 a 1960

Este organismo decidió la creación de un estándar geodésico internacional para medir líneas de base en la Conferencia General celebrada en París en 1875. La Conferencia de París de la organización para la Medición del Arco Europeo también trató sobre el mejor instrumento a utilizar para la determinación de la gravedad. Después de una discusión en profundidad en la que participó un académico estadounidense, Charles Sanders Peirce, la asociación se decidió por el péndulo de reversión, que se usaba en Suiza, y se resolvió rehacerlo en Berlín, en la estación donde Bessel realizó sus famosas medidas. Por otro lado, se procedió allí mismo a determinar la gravedad por medio de aparatos de varias clases empleados en diferentes países, con el fin de compararlos y así obtener las ecuaciones para hacer corresponder sus escalas. Como la forma de la Tierra podía deducirse de las variaciones de la longitud del péndulo de segundos, la dirección del Coast Survey de los Estados Unidos instruyó a Charles Sanders Peirce en la primavera de 1875 para que se dirigiera a Europa con el fin de realizar experimentos con el péndulo en las principales estaciones iniciales para operaciones de este tipo, con el fin de llevar las determinaciones de la fuerza de gravedad en América en comunicación con las de otras partes del mundo; y también con el propósito de hacer un estudio cuidadoso de los métodos de proseguir estas investigaciones en los diferentes países de Europa.
La Convención del Metro se firmó en 1875 en París y se creó la Oficina Internacional de Pesas y Medidas bajo la supervisión del Comité Internacional de Pesas y Medidas. El primer presidente del Comité Internacional de Pesas y Medidas fue el geodesista español Carlos Ibáñez e Ibáñez de Ibero. En 1889, la Conferencia General de Pesas y Medidas se reunió en Sèvres, sede de la Oficina Internacional. Realizó la primera gran hazaña dictada por el lema inscrito en el frontón del espléndido edificio desde el que se expandiría el sistema métrico: "A tous les temps, a tous les peuples" (Para todos los tiempos, para todos los pueblos); y este lema se tradujo en la aprobación y distribución, entre los gobiernos de los estados que apoyaban la Convención del Metro, de patrones prototipo de precisión hasta ahora desconocida destinados a propagar la unidad métrica por todo el mundo.

### Extensión de la medición del arco de Greenwich a través de España

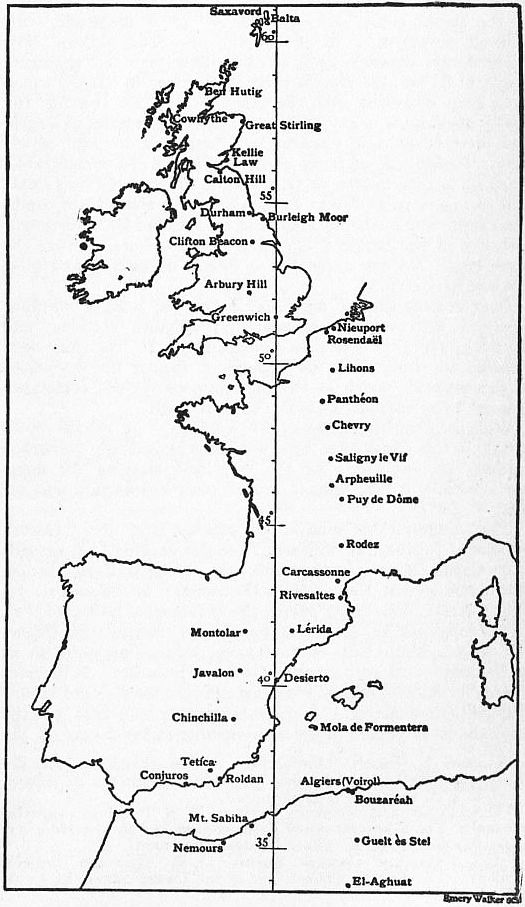
El Arco de Meridiano Europa Occidental-África se extendió desde las islas Shetland, a través de Gran Bretaña, Francia y España hasta El Aghuat en Argelia. Sus parámetros se calcularon a partir de estudios llevados a cabo a finales del. Representa el meridiano de Greenwich en lugar del Meridiano de París

En 1866, en la conferencia de la Asociación Internacional de Geodesia en Neuchâtel Carlos Ibáñez e Ibáñez de Ibero anunció la contribución de España a la nueva medición y extensión del arco meridiano francés.
En 1870, François Perrier fue el encargado de reanudar la triangulación entre Dunkerque y Barcelona. Ese nuevo estudio del arco del meridiano de París, llamado Arco-meridiano de Europa Occidental-África por Alexander Ross Clarke, se llevó a cabo en Francia y en Argelia bajo la dirección de François Perrier desde 1870 hasta su muerte en 1888. Jean-Antonin-Léon Bassot completó la tarea en 1896. Mientras tanto, los geodestas franceses habían logrado la unión de Argelia con España, con la ayuda de los geodestas del Instituto Geográfico y Estadístico al mando del mariscal de campo Carlos Ibáñez de Ibero (1879).
Según los cálculos realizados en la oficina central de la asociación internacional sobre el gran arco meridiano que se extendía desde las islas Shetland, pasando por Gran Bretaña, Francia y España, hasta El Aghuat en Argelia, el radio ecuatorial de la Tierra era de 6 377 935 metros, asumiéndose la elipticidad como 1⁄299.15. El radio de curvatura de este arco no es uniforme, siendo, en promedio, unos 600 metros mayor en la parte norte que en la parte sur.
En 1883, la Conferencia General de la Europäische Gradmessung propuso seleccionar el meridiano de Greenwich como primer meridiano con la esperanza de que Gran Bretaña se adhiriera a la Convención del Metro. Además, según los cálculos realizados en la oficina central de la asociación internacional sobre el arco meridiano de Europa occidental y África, el meridiano de Greenwich estaba más cerca de la media que el de París. En 1886 la asociación cambió su nombre a Asociación Geodésica Internacional e Ibáñez e Ibáñez de Ibero fue reelegido presidente. Permaneció en ese cargo hasta su muerte en 1891. Durante ese período la Asociación Geodésica Internacional ganó importancia mundial con la incorporación de Estados Unidos, México, Chile, Argentina y Japón.

### International Statistical Institute
El International Statistical Institute (ISI) fue fundado en 1885 durante el jubileo de la Royal Statistical Society, y coincidiendo con el 25 aniversario de la Sociedad de Estadística de París. Sus orígenes se remontan a una serie de Congresos Estadísticos Internacionales, el primero de los cuales fue presidido por Adolphe Quetelet y se celebró en Bruselas en 1853 tras la Gran Exposición celebrada en Londres por iniciativa del príncipe Alberto, consorte de la reina Victoria. Los 81 miembros fundadores del ISI constituyeron la élite de los estadísticos de esta época dentro de las administraciones gubernamentales y academias científicas. En Roma, en 1887, la Asociación Geodésica Internacional y el Comité Internacional de Pesos y Medidas estaban representados en particular por su presidente, Carlos Ibáñez de Ibero, primer director del Instituto Geográfico y Estadístico, miembro de la Real Academia de Ciencias Exactas, Físicas y Naturales, miembro honorario de la Academia Nacional de Ciencias de Córdoba, corresponsal del Academia de Ciencias de Francia, asociado de la Real Academia de Bélgica, miembro honorario de la Academia Prusiana de las Ciencias y delegado de España a la primera sesión del ISI.